# 시에나 대학교
시에나 대학교(이탈리아어: Università degli Studi di Siena, 약칭: UNISI)는 이탈리아 토스카나주의 시에나에 있는 최초의 공적 자금을 지원받는 대학이자, 이탈리아에서 가장 오래된 대학 중 하나이다.

## 같이 보기
- 국제 의학 입학 시험
- 지속적으로 운영되고 있는 가장 오래된 대학 목록